# Waschsalon

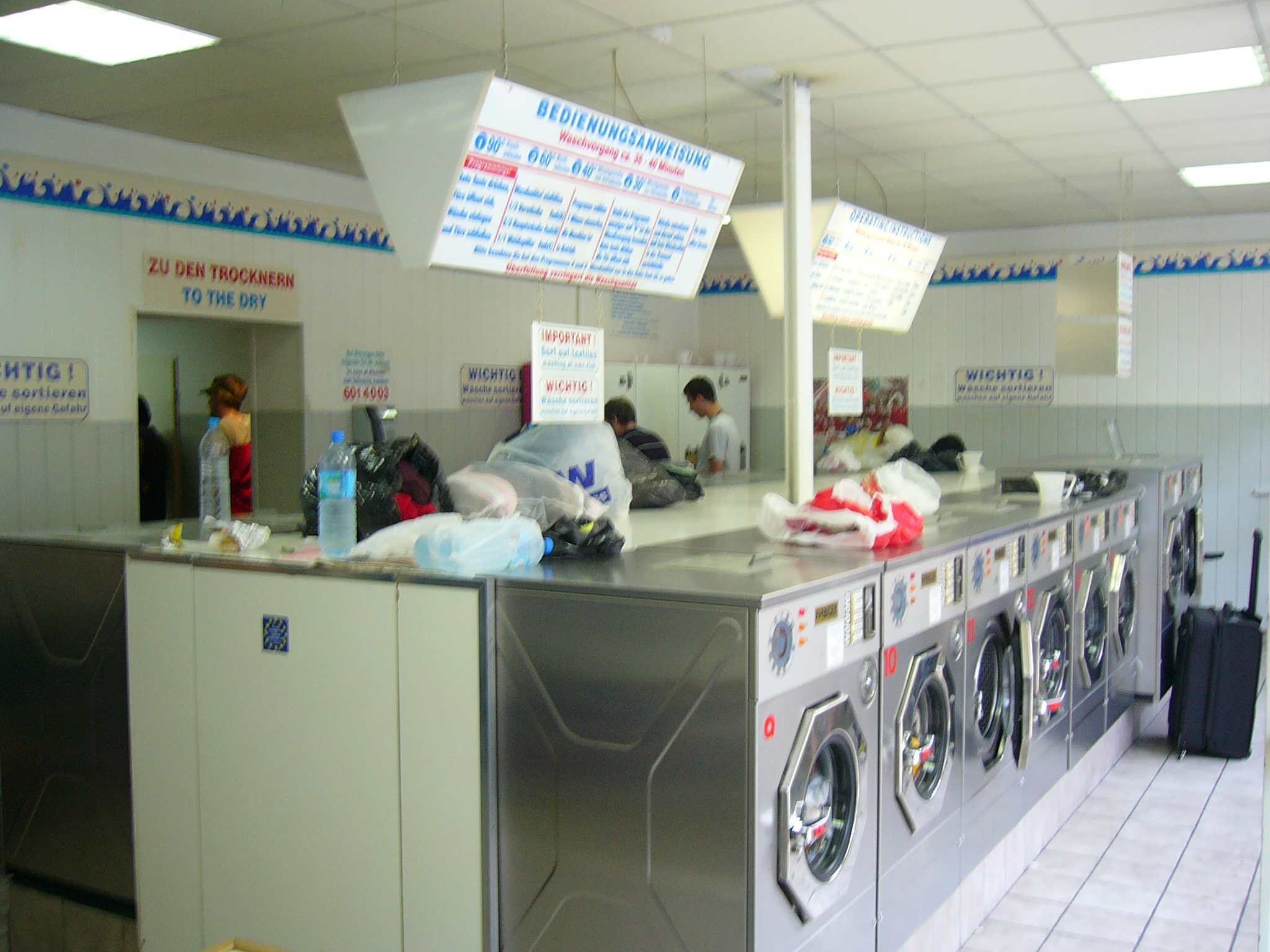
Münz-Waschsalon in Deutschland. (2006)

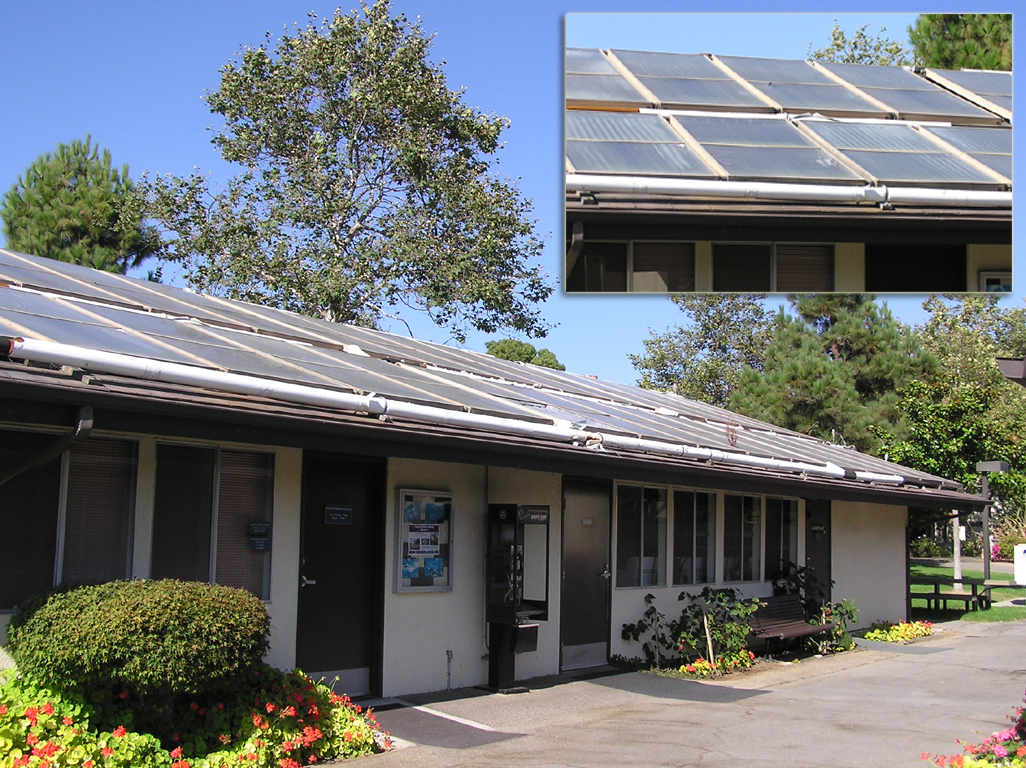
Ein Waschsalon in Kalifornien, der mit Solarthermie betrieben wird. (2005)

Ein Waschsalon ist ein Wirtschaftsbetrieb, der seinen Kunden gegen Bezahlung die Räumlichkeiten und die Maschinen zum Waschen, Schleudern, Trocknen und teilweise auch Glätten von Kleidung zur Verfügung stellt. Die meisten Waschsalons sind zur Selbstbedienung mit Kassenautomaten ausgestattet, diese werden daher auch Münzwäschereien genannt.

## Geschichte
In den 1920er Jahren wurden elektrische Trommelwaschmaschinen populär, durch die die bis dahin noch übliche Handwäsche in großem Maß – außer für Wolle und schnelle Feinwäsche – ersetzt wurde. Die Anschaffung einer solchen Maschine war für die Mehrheit der Haushalte damals jedoch noch unerschwinglich. Daher wurde am 18. April 1934 der erste öffentliche Waschsalon eröffnet, wahrscheinlich in Fort Worth im US-Bundesstaat Texas (andere Quellen nennen Chicago). Waschsalons erfreuten sich in den darauffolgenden Jahrzehnten weltweit großer Beliebtheit.
Mit zunehmender Verbreitung der immer erschwinglicher werdenden Haushaltswaschmaschinen werden die Waschsalons in ihrer ursprünglichen Form vom Markt verdrängt. Nach Erhebungen des Statistischen Bundesamtes aus dem Jahr 2021 steht in 96 % aller deutschen Haushalte eine elektrische Waschmaschine. Hingegen hatten Anfang der 1960er Jahre lediglich rund 27 % der Haushalte im früheren Bundesgebiet eine Wäscheschleuder; eine Waschmaschine mit Schleuderfunktion hatten damals gerade einmal 9 %.
In Waschsalons wird in der Regel nicht bedient, der Kunde befüllt und startet den Waschautomaten selbst. Mit der Nutzung des Waschsalons kommt zwischen den Benutzern (Kunden) und dem Unternehmen ein Werkvertrag zustande.
Während 1960 Waschsalons zur Verbesserung der Versorgungssituation beitrugen, findet auf diesem Wirtschaftssektor spätestens seit den 1990er Jahren ein Wandel statt. Viele Waschsalons haben seither auf einen „Rundum-Service“ umgestellt. Anders als bisher werden Waschsalons heute immer mehr als „Wäscheannahme-Center“ ähnlich einer chemischen Reinigung genutzt. Die Wäsche kann vom Kunden schrankfertig wieder abgeholt werden. Da die Wäschestücke einer reinen Wäsche und keiner chemischen Reinigung unterzogen werden, können die Waschsalons ihre Dienstleistung meist zu wesentlich geringeren Preisen als chemische Reinigungen anbieten. Zusätzlich lässt sich beobachten, dass immer häufiger Änderungsschneidereien in den Service miteinbezogen werden.
In den Industrienationen ist der Bestand in den letzten Jahrzehnten wieder zurückgegangen, da hier die meisten Haushalte inzwischen über eigene Waschmaschinen verfügen. Dennoch findet man auch heute noch in jeder größeren Stadt Waschsalons. Benutzer der Einrichtungen sind Personen, die keine eigene Maschine besitzen, deren Waschmaschine defekt oder für bestimmte Textilien zu klein ist bzw. die große Mengen Wäsche in kurzer Zeit waschen möchten.
Wegen der seltenen Benutzung einer Waschmaschine wird die gemeinschaftliche Nutzung einer Waschmaschine von mehreren Bewohnern eines Hauses immer interessanter. In Wohnprojekten werden oftmals im Laufe der Zeit die privaten Waschmaschinen durch Gemeinschaftsmaschinen ersetzt. Das ist sowohl ökonomisch als auch ökologisch vorteilhaft. Aber auch in konventionellen Wohngebäuden mit vielen kleinen Wohneinheiten (z. B. Apartmenthäuser oder Studentenwohnheime) wo innerhalb der Wohnungen kein Platz für eine eigene Waschmaschine ist, werden den Bewohnern oft Waschmaschinen bzw. Wäschetrockner mit Abrechnungssystem in einem Waschraum zur Verfügung gestellt. Anbieter und Eigentümer dieser Maschinen sind häufig Hausverwaltungen oder auch Hausmeister, zudem gibt es gewerbliche Anbieter, die sich auf die Bereitstellung solcher Maschinen in Wohnanlagen spezialisiert haben.
Während die Anzahl der traditionellen Waschsalons zurückgeht, beziehungsweise eine ausreichende Nachfrage nur noch in großen Städten gegeben ist, zeigt sich jedoch auch ein anderer Trend. Die sogenannten Internet-Waschsalons oder auch Online-Wäschedienstleister werden immer beliebter. Hierbei könnten die zunehmende Anzahl von Single-Haushalten als auch das starke Bevölkerungswachstum in Städten wie Frankfurt, Hamburg oder München eine Rolle spielen. Bei diesen Online-Wäsche-Services kann eine Reinigung der Wäsche über das Internet in Auftrag gegeben werden. Dabei unterscheiden sich die Angebote dahingehend, wie die Wäsche abgeholt und geliefert wird. Beispielsweise kann die Wäsche per Postpaket verschickt werden, man erhält die saubere Wäsche dann auch als Paketlieferung zurück. Demgegenüber sehen es andere Angebote vor, die Wäsche von zuhause abholen zu lassen, diese zu waschen, legen oder auch zu bügeln, und nach drei Werktagen wieder liefern zu lassen. Diese Dienste entstehen im Trend der sogenannten On-Demand-Economy, wo spezialisierte Onlineanbieter beispielsweise auf Abruf Nahrungsmittel liefern, die Wohnung und Wäsche reinigen oder eine Fahrdienstleistung anbieten.
Darüber hinaus hat der Waschsalon teilweise Kultstatus erlangt. So ist der Waschsalon zum Beispiel ein beliebtes Objekt in der Werbung vor allem für Kleidung, wurde Kulisse in dem Film „Mein wunderbarer Waschsalon“ und dient bis 2007 dem WDR und ab 2009 dem Sender einsfestival als Studio für die Fernsehsendung „NightWash“.